# ميغان ميلان
ميغان ميلان (بالإنجليزية: Megan Mylan)‏ (مواليد 30 ديسمبر 1969 -) مخرجة أفلام وثائقية أمريكية، معروفة بأفلامها الأطفال السودانيون المفقودون وفيلم Smile Pinki الفائز بجائزة الأوسكار في 2008.
ولدت ميلان في كاليفورنيا وترعرعت فيدالاس تكساس، حيث تخرجت من مدرسة هايلاند بارك هاي سكول. حصلت على درجة البكالوريوس من كلية الخدمة الخارجية بجامعة جورجتاون،  ودرجة الماجستير في الصحافة ودراسات أمريكا اللاتينية من جامعة كاليفورنيا، بركلي. عملت في منظمة أشوكا في البرازيل قبل أن تقرر متابعة صناعة الأفلام الوثائقية.
في عام 2003 أخرجت مايلان وجون شينك فيلمالأطفال السودانيون المفقودون، وهو فيلم وثائقي طويل عن صبيان دينكا فروا من الحرب الأهلية السودانية إلى الولايات المتحدة. حصل الفيلم على جائزة الروح المستقلة، وجمعت ملايين الدولارات لمساعدة اللاجئين من خلال الإصدار المسرحي، وبث برنامج تلفزيوني وحملة عمل اجتماعية واسعة.
في عام 2008، أخرجت ميلان فيلم Smile Pinki الذي تناولت فيه الجهود المبذولة لتوفير جراحة الشفة المشقوقة والحنك المشقوق في الهند. ركزت على عمل برنامج Smile Train في فاراناسي، الهند. حصل الفيلم على جائزة الأوسكار لعام 2008 لأفضل فيلم وثائقي (موضوع قصير).
تعمل ميلان حاليًا على فيلم عن النضال من أجل المساواة العرقية في البرازيل.

## روابط خارجية
- ميغان ميلان على موقع IMDb (الإنجليزية)
- ميغان ميلان على موقع قاعدة بيانات الفيلم (الإنجليزية)

- ميغان ميلان في قاعدة بيانات الأفلام على الإنترنت
- فيلم Lost Boys
- ابتسم بينكي